# Ataque de Al-Majala
O ataque de al-Majalah ocorreu em 17 de dezembro de 2009, quando os Estados Unidos atiraram mísseis Tomahawk em um suposto campo de treinamento da al-Qaeda no Iêmen. Estima-se que 82 pessoas foram mortas, incluindo mulheres e cerca de 20 crianças. Além de violar leis internacionais, estudos dizem que o anti-americanismo aumentou na região. Apesar de negar, a Anistia Internacional acusou os EUA de participar do ataque, principalmente porque restos dos mísseis possuem identificação americana.